# کاپنا
کاپنا (به ایتالیایی: Capena) یک کومونه در ایتالیا است که در استان رم واقع شده‌است.

## خصوصیات
کاپنا ۲۹٫۵ کیلومترمربع مساحت و ۹٬۳۳۶ نفر جمعیت دارد و ۱۶۰ متر بالاتر از سطح دریا واقع شده‌است.